# Ivalo Lufthavn
Ivalo Lufthavn (IATA: IVL, ICAO: EFIV) er Finlands nordligste lufthavn. Den er beliggende 11 km sydvest for centrum af Ivalo, hovedbyen i Inari Kommune, Lapland. Umiddelbar nord for lufthavnen løber floden Ivalojoki.
I 2011 ekspederede den 125.535 passagerer, hvoraf de 103.000 fløj indenrigs i Finland. 

## Historie
Lufthavnen blev bygget i 1943 af tyske soldater og krigsfanger under Laplandskrigen. Da tyskerne i foråret 1945 blev tvunget til tilbagetrækning fra Lapland, ødelagde de det meste af det byggede, så andre ikke kunne benytte faciliteterne. Fem år efter begyndte man at genopbygge lufthavnen, og i 1955 startede Aero Oy (nu Finnair) flyvninger imellem Ivalo og Rovaniemi.
I 1970'erne udvidede man lufthavnen som konsekvens af et øget passagerantal, og i 1975 kom der for første gang ruteflyvning til Helsinki Lufthavn året rundt. Udover landingsbane 04/22 på knap 2.500 meter, havde lufthavnen indtil 31. juli 2008 også den 1.720 meter lange bane 26/8.
Finnair var i starten af 2014 eneste selskab der benyttede lufthavnen på daglig basis, da de havde en enkelt rotation til Helsinki samt Kittilä Lufthavn. Udover dette fløj blandt andet easyJet, SAS og Transavia.com til Ivalo i sommerperioden. Imellem jul og nytår er der en væsentlig trafik med turister fra Vest- og Centraleuropa.